# Peter Burke (storico)
Peter Ulick Burke (Stanmore, 16 agosto 1937) è uno storico britannico.
Studioso e propugnatore della dimensione culturale della storia, Peter Burke è ritenuto uno dei più autorevoli e noti storici europei. È considerato, inoltre, uno dei più competenti studiosi del periodo del Rinascimento italiano al quale ha dedicato importanti testi. Come storico ha dato un contributo fondamentale curando il volume Storia dell'umanità commissionato dall'UNESCO nel 1998. Conferenziere instancabile, ha tenuto conferenze nelle università e nei luoghi più disparati del mondo, dalla Repubblica Popolare Cinese al Giappone, dalla Nuova Zelanda all'India e pubblicando 25 libri (2010, Peter Lang - International Academic Publishers).

## Biografia
Inizia gli studi al Saint Ignatius College di Londra quindi al Saint John's College dell'Università di Oxford, ma prima di conseguire il dottorato al St Antony's College di Oxford viene chiamato come professore presso la Scuola di Studi europei dell'Università del Sussex, dove rimane dal 1962 al 1979 insegnando Storia europea e Storia intellettuale. Nel 1979 è all'Università di Cambridge in qualità di professore di Storia moderna europea e di fellow presso l'Emmanuel College dove ha insegnato Storia culturale fino al 2004.
Ha avuto uditori nelle più prestigiose università e centri studi di tutto il mondo. Europa: in Francia, alla École des Hautes Études en Sciences Sociales di Parigi, in Germania al Wissenschaftskolleg di Berlino e alla Università Ruperto Carola di Heidelberg, nei Paesi Bassi al Netherlands Institute of Advanced Study  di Wassenaar, in Belgio alla Université libre di Bruxelles, in Irlanda alla Queen's University Belfast di Belfast. In Australia all'Humanities Research Centre dell'Università Nazionale Australiana di Canberra, in Brasile al Instituto para Estudos Avançados dell'Universidade de São Paulo di San Paolo, negli Stati Uniti all'Institute for Advanced Study di Princeton e al Getty Research Institute di Los Angeles.
Ha insegnato come visiting professor alle università di Nimega, Groninga e Princeton. È membro della American Association for the Advancement of Science, dell'American Sociological Association, dell'Association for Psychological Science, della Pacific Sociological Association, della Society for Experimental Social Psychology, e della Sociological Research Association, oltre che della Accademia Europea e della British Academy. Fra le diverse onorificenze ha ricevuto il premio Erasmo oltre che il dottorato di ricerca honoris causa dall'Università di Lund.

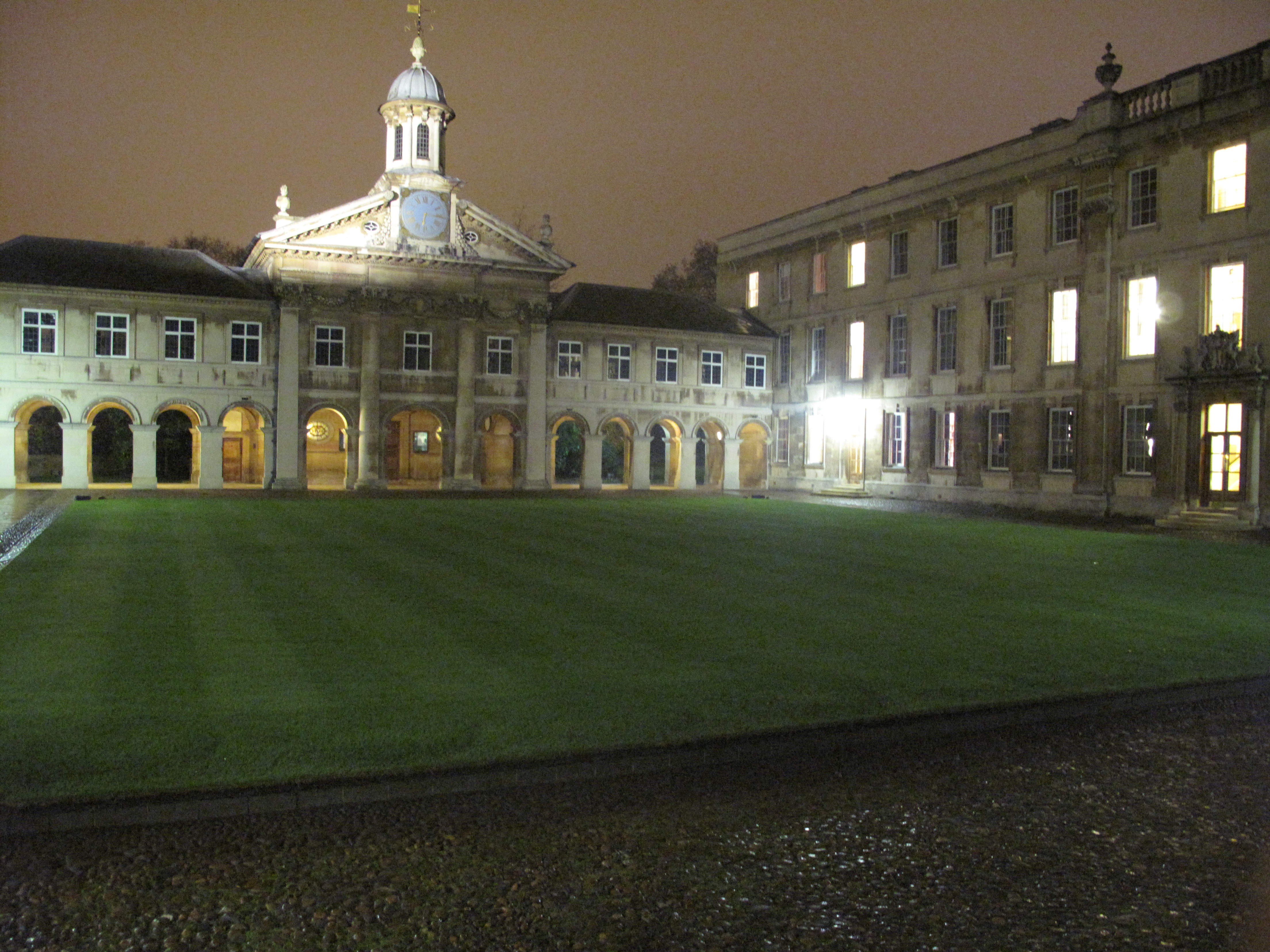
L'Emmanuel College di Cambridge, dove Burke è stato fellow ed insegnante di Storia Culturale

## Apporti teorici
(Peter Burke)

### La New Cultural History
Peter Burke ha definito la New Cultural History come un cluster di approcci alla storia, mettendo in rilievo sei aspetti di tale approccio composito: la storia dal basso, la storia del quotidiano, la storia della cultura materiale, la storia delle mentalità, il costruttivismo (inteso come enfasi sulla creatività individuale dei soggetti storici, e/o sull'agency), la microstoria. Secondo Burke, una definizione univoca e non ambigua di "cultura" renderebbe le cose più semplici. Burke così esplicita la propria definizione: «un sistema di significati, atteggiamenti e valori condivisi, unitamente alle forme simboliche (azioni, manufatti) in cui essi si esprimono e si traducono». Tale definizione lascia però aperto il problema (secondo Carlo Ginzburg che ha curato l'introduzione a Popular culture in Early Modern Europe) del rapporto tra cultura alta e cultura bassa nonché il problema delle relazioni tra locale e generale, della definizione stessa dei campi di pertinenza di culture e subculture, e infine, resta ancora problematica l'identificazione dei meanings (significati), delle performance (azioni) e degli artifacts (manufatti).

### La storia sociale della lingua
Secondo Burke la "coscienza" dell'importanza della lingua nella vita quotidiana si è diffusa «più o meno a partire dall'ultima generazione». Oltre che a filosofi, critici e altri studiosi legati ai movimenti dello strutturalismo e del decostruzionismo, anche molti storici si sono infatti resi conto della importanza dello studio della lingua per due fondamentali ragioni: in primo luogo come fine a se stessa, come istituzione sociale, come parte della cultura e della vita quotidiana e in secondo luogo come strumento per una migliore comprensione, attraverso la riflessione sulle convenzioni linguistiche delle fonti orali e scritte.
Ciò nonostante, rimanendo un certo divario fra le varie discipline come storia, linguistica e sociologia (antropologia sociale inclusa), Burke è convinto che questo divario possa e debba essere colmato dalla storia sociale della lingua.
Che la lingua abbia una sua storia non è certamente un'idea nuova: studiosi romani come Varrone e umanisti come Leonardo Bruni e Flavio Biondo erano interessati alla storia del latino. Nel Cinquecento e nel Seicento furono pubblicati vari trattati sull'origine del francese, dell'italiano, dello spagnolo e di altre lingue; questi trattati facevano parte dei dibattiti sui rispettivi meriti del latino e dei volgari e sui modi corretti di parlare e di scrivere questi ultimi. Nell'Ottocento la scuola linguistica dei neogrammatici fu molto interessata alla ricostruzione delle forme originarie di alcune lingue, ad esempio, il protoromanzo ed il protogermanico e alla formulazione delle leggi dell'evoluzione fonetica. Approccio al quale reagiva Ferdinand de Saussure (considerato il padre dello strutturalismo) sostenendo che la linguistica storica si occupava troppo poco del rapporto tra le diverse parti del sistema linguistico. Tuttavia, secondo Burke, questo approccio alla storia mancava della dimensione sociale e questi studiosi dell'Ottocento consideravano la lingua un organismo che "cresce" e si "evolve" attraverso fasi precise ed esprimeva i valori dello "spirito" della nazione che la usava; il loro interesse era a livello nazionale, se non nazionalistico, ma certamente non sociale. Non avevano molto interesse per le varietà della stessa lingua parlate da diversi gruppi sociali, come è interesse specifico della sociolinguistica contemporanea che si è fatta una disciplina separata verso la metà degli anni cinquanta negli Stati Uniti d'America e altrove.

### Storia sociale della comunicazione
Oltre allo sviluppo e all'analisi della storia sociale della lingua, Burke si è anche cimentato nell'analisi dello sviluppo storico-sociale della comunicazione. La sua analisi fatta su un periodo che va dall'invenzione della stampa di Johann Gutenberg agli attuali mass media, fra cui internet, attraversa e spiega i diversi mezzi di comunicazione includendo fra di essi il peso e l'evoluzione di mezzi apparentemente inusuali, come la stessa predicazione, la posta, la canzone, il teatro e l'immagine o il giornale stesso e stabilendo un nesso stretto tra questi mezzi e la nascita di comunità che fra loro
hanno comunicato o comunicano.

### Il significato storico delle immagini
Possono le immagini essere assunte dallo storico come "prove" (storiche), allo stesso modo di quelle tradizionali provenienti da archivi di «documenti scritti o dattiloscritti»? Burke risponde, con le dovute cautele, decisamente sì, lo fa con un ampio saggio dedicato esclusivamente a questo tema in Eyewitnessing. The Use of Images as Historical Evidence. Burke si propone di dimostrare come le immagini, possono essere considerate a tutti gli effetti "prove storiche" nonostante molti suoi colleghi nutrono ancora riserve verso questo tipo di "documentazione", concedendo alle immagini un ruolo "sussidiario" ai metodi tradizionali di ricerca storica. Ad avviso di Burke infatti, «gli storici non prendono ancora abbastanza sul serio il valore documentario delle immagini, al punto che in una recente discussione si è giunti a parlare dell'"invisibilità del visivo". Per dirla con le parole di uno storico dell'arte, "gli storici [...] preferiscono avere a che fare con testi e con fatti politici o economici, e non con i livelli più profondi dell'esperienza che le immagini sondano" mentre un altro parla della "condiscendenza verso le immagini" che questo implica». L'evidenza di questo atteggiamento, ad avviso dello storico di Cambridge, viene confermato proprio dell'uso delle immagini fatto da parte di molti storici: o le usano come semplici illustrazioni in un libro lasciandole senza nessuna didascalia, o se ne parlano del testo, come illustrazioni per conclusioni cui sono giunti già con altri metodi, ma mai riservando all'immagine un ruolo principe per «fornire nuove risposte o per porsi nuovi interrogativi».
Burke è critico anche per l'atteggiamento di molti suoi colleghi nei confronti delle "fonti" tradizionali in cui i documenti scritti diventano le uniche "testimonianze" davvero valide, come se si stesse attingendo «alle sorgenti della verità », sorgenti immuni da errori, e in cui «la [...] storia si faceva più pura mano a mano che si avvicinava alle origini». Deduzioni decisamente fuorvianti secondo lo storico britannico che fa rilevare che «un passato "non contaminato" da intermediari» è praticamente impossibile, come sarebbe appunto «concepire lo studio del passato senza l'ausilio di un'intera catena di intermediari: gli storici precedenti, gli archivisti che hanno sistemato l'insieme dei documenti, gli scribi che li hanno stilati e i testimoni le cui parole sono state registrate»..
D'accordo con lo storico Gustaaf Renier, Burke pensa che potrebbe essere più opportuno sostituire il concetto di "fonti" con il più appropriato «"tracce" del passato nel presente». Tracce infatti sarebbe più inclusivo rispetto alle sole fonti tradizionali, includendo non solo queste e quindi libri, manoscritti, edifici ed arredi, ma anche tutti i diversi tipi di immagini come possono essere le incisioni, le fotografie i dipinti e le sculture. La tesi di Burke è: «che le immagini proprio come i testi e le testimonianze orali, rappresentano un genere di "prova" storica di grande importanza dal momento che costituiscono delle testimonianze oculari» quindi un metodo che indaga sull'uso fatto di diversi tipi di immagini da valutare «come "prove ammissibili" [proprio] nella stessa accezione che gli avvocati attribuiscono a quest'espressione».
Che l'uso delle immagini come "prove" storiche siano in molto casi fondamentali lo dimostra, ad avviso di Burke, La storia del fascismo, del nazismo e dello stalinismo. Cosa sarebbe la loro storia senza "le prove" fornite dalle immagini (foto, filmati ma anche schizzi e dipinti) della propaganda? E quale sarebbe il giusto «giudizio sui conflitti recenti» senza le immagini che documentano gli scenari di guerra e di distruzione da parte di reporter? Le immagini sono rimaste inoltre una delle poche "prove" certe anche per documentare alcune antiche culture, si pensi per esempio all'Egitto. Cosa sarebbe la storia dell'Antico Egitto senza l'arricchimento apportato dallo studio e dall'analisi delle moltissime illustrazioni pittoriche che si trovano nelle tombe? E cosa si potrebbe scrivere «sulla preistoria europea senza tenere in considerazione i dipinti rupestri di Altamira e di Lascaux» Burke vuole dimostrare che il giusto uso delle immagini può essere assunto dallo storico come prova vera, tenendo conto anche dei "limiti" e delle "insidie" che tale metodo potrebbe riservare.
Mentre è vero che dietro un'immagine, c'è un "testimone oculare" che ne impreziosisce la testimonianza, è anche vero che «le immagini sono testimoni muti» con la difficoltà di «tradurre in parole il contenuto della loro testimonianza: possono essere state concepite per comunicare un messaggio proprio che non di rado gli storici ignorano, preferendo una lettura che vada contro la materialità dell'immagine alla ricerca di informazioni che gli artisti non erano consapevoli di trasmettere», quindi uno storico impreparato verso questo tipo di analisi e lettura. Infatti mentre gli storici tradizionali, ad avviso di Burke, si trovano a proprio agio nella «critica delle fonti» effettuata su documenti scritti, "arretrata" risulta essere ad oggi, la «critica delle prove visive». La testimonianza delle immagini, proprio come accade per la testimonianza degli scritti, «solleva problemi relativi al contesto, alla funzione, alla retorica, alla memoria (a seconda che dall'avvenimento sia intercorso un lasso di tempo breve o lungo), all'immediatezza della testimonianza, che può essere diretta o di seconda mano, e così via » ed è questa la ragione secondo Burke che alcune immagini sono più attendibili di altre come lo sono, per esempio, gli schizzi che ritraggono la vita reale rispetto ad un dipinto elaborato dall'artista nel proprio studio.

## Opere
- The Italian Renaissance: Culture and Society in Italy (1972)
- Venice and Amsterdam: A Study of Seventeenth-Century Élites (1974)
- Popular Culture in Early Modern Europe (1978)
- Sociology and History (1980)
- Montaigne (1982)
- Vico (1985)
- The Renaissance (1987)
- The Social History of Language (con Roy Porter, 1987)
- History and Social Theory (1992)
- The Fabrication of Louis XIV (1992)
- The Art of Conversation (1993)
- The Fortunes of the Courtier: The European Reception of Castiglione's Cortegiano (1995)
- Varieties of Cultural History (1997)
- The European Renaissance: Centres and Peripheries (1998)
- A Social History of Knowledge: From Gutenberg to Diderot (2000)
- Eyewitnessing: The Uses of Images as Historical Evidence (2001)
- History and Historians in the Twentieth Century (2002)
- What is Cultural History? (2004)
- Languages and Communities in Early Modern Europe (2004)
- Towards a Social History of Early Modern Dutch (2005)
- Cultural Hybridity (2009)
- A Social History of Knowledge II: From the Encyclopédie to Wikipedia (2012)
- What is the History of Knowledge? (2015)
- The Polymath: A Cultural History from Leonardo da Vinci to Susan Sontag (2020)
- Ignorance: A Global History (Yale University Press 2023)

### Traduzioni e saggi in italiano
- Cultura popolare nell'Europa moderna, Mondadori, Milano 1980
- Sociologia e storia, Il Mulino, Bologna 1982
- Cultura e società nell'Italia del Rinascimento, Einaudi, Torino 1984
- Venezia e Amsterdam, Transeuropa, Ancona 1988 ISBN 88-782-8001-1
- Scene di vita quotidiana nell'Italia moderna, Laterza, Roma-Bari 1988 ISBN 88-420-3236-0
- Il Rinascimento, Il Mulino, Bologna 1990 ISBN 88-150-6390-0; Abscondita, Milano 2013 ISBN 978-88-84-16423-0
- Lingua, società e storia, Laterza, Roma-Bari 1990 ISBN 88-420-3699-4
- Una rivoluzione storiografica. La scuola delle "Annales" 1929-1989, Laterza, Roma-Bari 1992 ISBN 88-420-3956-X
- La fabbrica del Re Sole, Il Saggiatore, Milano 1993 ISBN 88-428-0124-0
- La storiografia contemporanea (a cura di), Laterza, Roma-Bari 1993 ISBN 88-420-4275-7
- Storia e teoria sociale, Il Mulino, Bologna 1995 ISBN 88-150-5060-4
- L'arte della conversazione, Il Mulino, Bologna 1997 ISBN 88-150-6055-3
- Montaigne. Un profilo, Donzelli, Roma 1998 ISBN 88-798-9404-8
- Le fortune del Cortegiano: Baldassarre Castiglione e i percorsi del Rinascimento europeo, Donzelli, Roma 1998 ISBN 88-798-9441-2
- Il Rinascimento europeo. Centri e periferie, Laterza, Roma-Bari 1999 ISBN 88-420-5742-8
- Sogni, gesti, beffe. Saggi di storia culturale, Il Mulino, Bologna 2000 ISBN 88-150-7690-5
- Cultura e societa nell'Italia del Rinascimento, Il Mulino, Bologna 2001
- Storia sociale della conoscenza. Da Gutenberg a Wikipedia, 2 voll., Il Mulino, Bologna 2002 ISBN 978-88-15-08447-7 ISBN 978-88-15-24457-4
- Storia sociale dei media. Da Gutenberg a Internet (con Asa Briggs), Il Mulino, Bologna, 2002 ISBN 978-88-15-08302-9
- Testimoni oculari. Il significato storico delle immagini, Carocci, Roma 2002 ISBN 978-88-43-02263-2
- La storia culturale, Il Mulino, Bologna, 2006, ISBN 978-88-15-11292-7 , ed riaggiornata 2019, ISBN 978-88-15-28097-8
- Lingue e comunità nell'Europa moderna, Il Mulino, Bologna 2006 ISBN 978-88-15-11462-4
- Ibridismo, scambio, traduzione culturale. Riflessioni sulla globalizzazione della cultura in una prospettiva storica, QuiEdit, Verona 2009 ISBN 978-88-89-48053-3
- Testimoni oculari - Il significato storico delle immagini, Carocci Editore, Roma 2013 ISBN 978-88-43-06910-1
- Dall'Encyclopédie a Wikipedia, Il Mulino, Bologna 2013 ISBN 978-88-15-24457-4
- Ignoranza. Una storia globale, Raffaello Cortina, Milano 2023 ISBN 978-88-3285-573-9